# 翠池山屋
翠池山屋是臺灣雪霸國家公園一棟住宿山屋，海拔高度約3,510公尺，位於雪山主峰西稜碎石坡下方約1公里處，臺灣海拔最高的高山湖泊翠池旁。
自2001年興建，2002年完工。

## 地理
翠池形狀呈長橢圓形，長約48公尺、寬約15公尺，池周長約120公尺，池深約1公尺，水質清澈透明，是雪山溪的源頭。由於地勢低凹，翠池附近的玉山圓柏都長成高大喬木，樹幹需2-3人合抱者比比皆是，樹齡推算約500到800年之間，部分樹齡更高達千年以上為台灣保存最完整、面積最大的玉山圓柏純林。
山屋背向北稜角，受雪山主峰及翠池三叉峰環繞，風景相當優美。因地勢開闊，可吊掛山難需協助者。

## 建築與設備
山屋為鐵皮鋼骨構造，可容納12人。營地可容納20人。具太陽能照明設備，坑洞式廁所。水源為翠池，冬季較不穩定。

## 軼事
2022年山友爬山時，遇到一對父女主動維護翠池山屋環境整潔，認為家庭教育非常優秀，分享到網路上希望能感染其他登山者。